# Dominikanske Republik ved OL
Den Dominikanske Republik deltog første gang i olympiske lege under sommer-OL 1964 i Tokyo og har siden deltaget i samtlige efterfølgende sommerlege. Nationen har aldrig deltaget i vinterlegene.

## Medaljeoversigt
| Dominikanske Republiks medaljer under de olympiske sommerlege | Dominikanske Republiks medaljer under de olympiske sommerlege | Dominikanske Republiks medaljer under de olympiske sommerlege | Dominikanske Republiks medaljer under de olympiske sommerlege | Dominikanske Republiks medaljer under de olympiske sommerlege | Dominikanske Republiks medaljer under de olympiske sommerlege |
| ------------------------------------------------------------- | ------------------------------------------------------------- | ------------------------------------------------------------- | ------------------------------------------------------------- | ------------------------------------------------------------- | ------------------------------------------------------------- |
| Lege                                                          | Guld                                                          | Sølv                                                          | Bronze                                                        | Totalt                                                        | Rang                                                          |
| 1964 Tokyo                                                    | 0                                                             | 0                                                             | 0                                                             | 0                                                             | –                                                             |
| 1968 Mexico by                                                | 0                                                             | 0                                                             | 0                                                             | 0                                                             | –                                                             |
| 1972 München                                                  | 0                                                             | 0                                                             | 0                                                             | 0                                                             | –                                                             |
| 1976 Montréal                                                 | 0                                                             | 0                                                             | 0                                                             | 0                                                             | –                                                             |
| 1980 Moskva                                                   | 0                                                             | 0                                                             | 0                                                             | 0                                                             | –                                                             |
| 1984 Los Angeles                                              | 0                                                             | 0                                                             | 1                                                             | 1                                                             | 43                                                            |
| 1988 Seoul                                                    | 0                                                             | 0                                                             | 0                                                             | 0                                                             | –                                                             |
| 1992 Barcelona                                                | 0                                                             | 0                                                             | 0                                                             | 0                                                             | –                                                             |
| 1996 Atlanta                                                  | 0                                                             | 0                                                             | 0                                                             | 0                                                             | –                                                             |
| 2000 Sydney                                                   | 0                                                             | 0                                                             | 0                                                             | 0                                                             | –                                                             |
| 2004 Athen                                                    | 1                                                             | 0                                                             | 0                                                             | 1                                                             | 54                                                            |
| 2008 Beijing                                                  | 1                                                             | 1                                                             | 0                                                             | 2                                                             | 46                                                            |
| 2012 London                                                   | 1                                                             | 1                                                             | 0                                                             | 2                                                             | 46                                                            |
| 2016 Rio de Janeiro                                           | 0                                                             | 0                                                             | 1                                                             | 1                                                             | 70                                                            |
| 2020 Tokyo                                                    |                                                               |                                                               |                                                               |                                                               | –                                                             |
| Totalt                                                        | 3                                                             | 2                                                             | 2                                                             | 7                                                             |                                                               |